# Мејсонвил (Ајова)
Мејсонвил (енгл. Masonville) град је у америчкој савезној држави Ајова. По попису становништва из 2010. у њему је живело 127 становника.

## Демографија
Према попису становништва из 2010. у граду је живело 127 становника, што је 23 (22,1%) становника више него 2000. године.
| Група             | 2000.      | 2010.       |
| Белци             | 98 (94,2%) | 122 (96,1%) |
| Афроамериканци    | 0 (0,0%)   | 0 (0,0%)    |
| Азијати           | 0 (0,0%)   | 0 (0,0%)    |
| Хиспаноамериканци | 5 (4,8%)   | 1 (0,8%)    |
| Укупно            | 104        | 127         |